# Cybaeodamus enigmaticus
Cybaeodamus enigmaticus là một loài nhện trong họ Zodariidae.
Loài này thuộc chi Cybaeodamus. Cybaeodamus enigmaticus được Cândido Firmino de Mello-Leitão miêu tả năm 1939.